# Macrostomus occidentalis
Macrostomus occidentalis är en tvåvingeart som beskrevs av José Albertino Rafael och Meg S. Cumming 2006. Macrostomus occidentalis ingår i släktet Macrostomus och familjen dansflugor.
Artens utbredningsområde är Colombia. Inga underarter finns listade i Catalogue of Life.